# Krug von Nidda

Wappen der Krug von Nidda

Krug von Nidda ist der Name eines hessischen Adelsgeschlechts. Angehörige der Familie Krug, die ihr Vermögen als Salinenbesitzer machten, dienten im 17. Jahrhundert als landgräflich hessische Rentmeister der Grafschaft Nidda. Sie erhielten 1648 einen Wappenbrief und 1703 die Erhebung in den Adelsstand. Die Familie, deren Zweige zum Teil bis heute bestehen, gelangte später auch in Preußen und Sachsen zu Besitz und Ansehen.

## Geschichte

### Herkunft
In älterer Literatur wird eine Abstammung der Familie von einem alten Patriziergeschlecht der Städte Basel und Erfurt vermutet. Demnach verbreitete sich die Familie von Basel aus im Elsass und wurde im 15. Jahrhundert in der Wetterau besitzlich.
Nach dem Genealogischen Handbuch des Adels kamen die Krug von Nidda ursprünglich aus dem Hochstift Fulda. Sie erscheinen dort erstmals urkundlich im Jahre 1412 mit Cort Crugk in Allmus und mit Hans Crugk in Kleinsassen bei Biberstein. Die ununterbrochene Stammreihe der Familie beginnt mit Antonius (Thonges) Crugk (* um 1440). Er war landgräflich hessischer Landsknecht in Sontra und starb kurz vor 1524.

### Linien und Persönlichkeiten
Um 1500 teilte sich die Familie in eine oberhessische und eine niederhessische Linie. Aus der niederhessischen Linie, die in und um Rotenburg an der Fulda ansässig war, kam Johann Daniel Krug (1623–1704), Rektor des Gymnasiums und erster Stiftsprediger in Hersfeld. Aus der oberhessischen Linie kam Heidenreich Krug (1526–1569), Rat der hessischen Landgrafen und Gesandter.

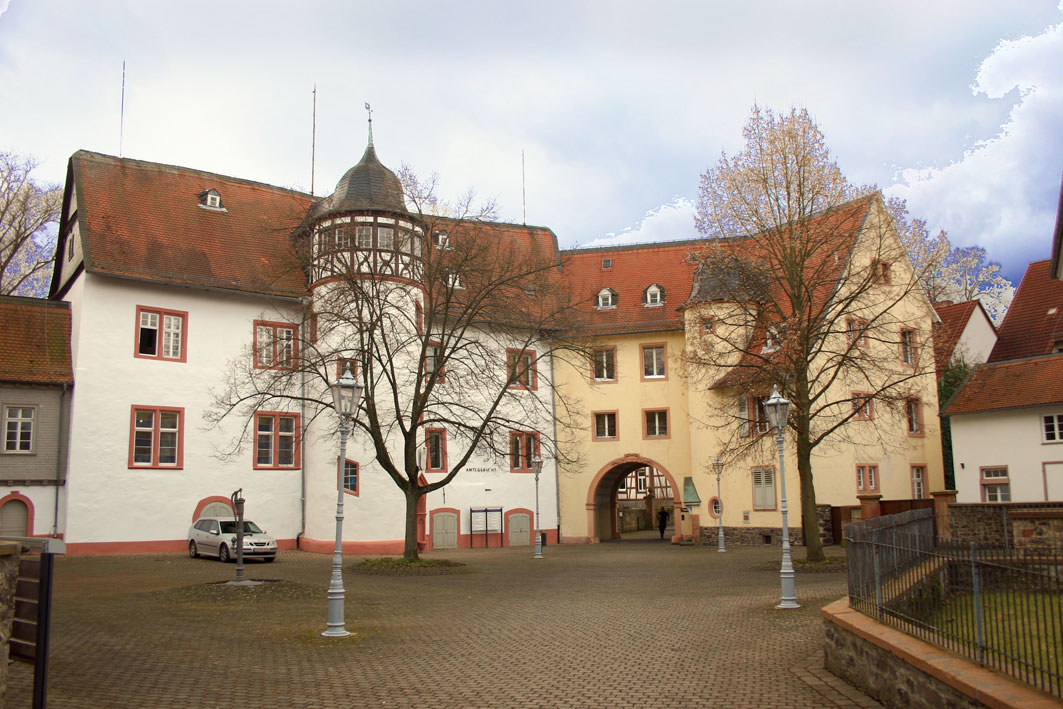
Das landgräflich hessische Amtsschloss Nidda

Der hessische Amtmann Roland Krug (* 1554) errichtete und betrieb die Salinen in Salzhausen, Wisselsheim und Nieder-Mörlen in der Wetterau sowie in Großenlüder bei Fulda und im unterelsässischen Sulz. Er war seit 1596 Rentmeister der Grafschaft Nidda und starb 1617. Sein Enkel Ludwig Adolf (* 1608), landgräflich hessischer Rentmeister der Grafschaft Nidda, und dessen Bruder Johann Reinhard Krug von Nidda (1627–1693), Jurastudent an der Universität Straßburg und späterer Salinebesitzer, erhielten am 9. April 1648 zu Frankfurt am Main einen Wappenbrief vom kaiserlichen Hofpfalzgrafen Johann Ludwig von Hagen. Ersterer erhielt auch die Salzwerke zu Salzhausen, Niedermörlen und Soden zu Lehen. Er starb 1662 als hessischer Salzgräfe in Nidda und kaiserlicher Wasserhauptmann in der Wetterau.
Der Doktor der Medizin Theodor Christoph Krug von Nidda (1653–1721), königlich preußischer Wirklicher Hof- und Bergrat, Oberbergdirektor und erster Leibmedikus sowie landgräflich hessen-kasseler Bergrat und Leibmedikus, und seine Vettern und Söhne des 1693 verstorbenen Johann Reinhard Krug von Nidda, Friedrich Ludwig (1653–1720), landgräflich hessen-darmstädter Amtmann und Direktor der Krugischen Salzwerke, Johann Reinhard (1655–1729), landgräflich hessen-darmstädter Amtmann und gräflich stollberger Rat- und Oberamtmann, Conrat Jacob, landgräflich hessen-darmstädter Amtmann, und Andreas Ludwig Krug von Nidda (1678–1719) erhielten am 27. Februar 1703 zu Wien eine rittermäßige Reichsadelsbestätigung mit dem Prädikat von Nidda. Erstgenannter Theodor Christoph Krug von Nidda erhielt als königlich preußischer Geheimrat eine preußische Anerkennung durch Allerhöchste Kabinettsorder zu Cölln am 31. März bzw. am 21. Juni 1704 zu Schönhausen. Das Diplom wurde am 27. August 1704 zu Charlottenburg ausgestellt. Ebenfalls eine rittermäßige Reichsadelsbestätigung erhielt Joachim Friedrich Krug von Nidda in Danzig am 10. September 1717 zu Wien.
Die Blütezeit der oberhessischen Linie endete 1729 mit dem Verlust der Salinen. Durch Aufteilung infolge Erbgang wurde ein wirtschaftlicher Betrieb der Salzwerke unmöglich. Sie wurden verkauft. Zu den Nachkommen der Oberhessischen Krug von Nidda gehörte Georg Krug (1801–1878), der Hofgerichtspräsident in Darmstadt wurde. Sein Sohn Gustav Krug (1836–1918), großherzoglich-hessischer Oberfinanzrat, wurde am 8. Oktober 1890 zu Darmstadt in den großherzoglich-hessischen Adelsstand mit von Nidda erhoben. Dessen Sohn Ernst Krug von Nidda (1866–1943) wurde Präsident des Oberversicherungsamtes in Darmstadt.
Friedrich Albert Franz Krug von Nidda, Dichter, vormals Hauptmann der sächsischen Kavallerie, Herr auf Gatterstädt, starb am 29. März 1843 zu Gatterstädt [KB Gatterstädt, Sterbebuch 1843, S. 7, Nr. 5]. Sein Bruder Ludwig Krug von Nidda, königlich preußischer Major der Artillerie, war Landrat im Landkreis Sangerhausen.
Am 16. Oktober 1888 erhielt der Jurist Friedrich Krug von Nidda eine königlich sächsische Genehmigung zur Führung des Namens von Falkenstein. Er war vererblich auf den jeweiligen Besitzer der Fideikommisse Frohburg und Kleineschefeld bei Borna. Linna Krug von Nidda, eine geborene Freiin von Falkenstein, Fideikommisherrin auf Frohburg und Kleineschefeld, wurde am 7. Februar 1905 unter der Nummer 176 in das königlich sächsische Adelsbuch eingetragen. Eine Eintragung unter der Nummer 177 erhielt Adelaide Krug von Nidda, eine geborene von Rönne, am 8. Februar 1905, sowie Hans Tassilo Krug von Nidda, königlich preußischer Hauptmann unter der Nummer 178 und Gustav Krug von Nidda, großherzoglich hessischer Geheimer Staatsrat und Ministerrat, unter der Nummer 179.
In den preußischen Adelsstand Krug von Nidda wurden die Geschwister Robert, Rechtsanwalt in Marburg, Viktor, Rechtsanwalt und Syndikus der Farbwerke in Höchst, und Hedwig Krug am 23. Oktober 1911 zu Potsdam/Neues Palais durch Allerhöchste Kabinettsorder erhoben. Das Diplom wurde am 12. Februar 1912 zu Berlin ausgestellt.
Der Sohn des königlich sächsischen Generalleutnants und Generaladjutanten Carl Krug von Nidda (1820–1880) aus der Ehe mit Linna Konstanze Freiin von Falkenstein, Friedrich Krug von Nidda und von Falkenstein (1860–1934), Fideikommisherr auf Frohburg und Kleineschefeld, erhielt am 1. März 1924 eine Wappenvereinigung mit dem der Freiherren von Falkenstein und eine Eintragung in das Adelsbuch der sächsischen Stiftung für Familienforschung. Er wurde Kreishauptmann von Dresden und war von 1927 bis 1930 sächsischer Wirtschaftsminister. Am 24. September 1892 heiratete er Elisabeth Marie Konstanze von Thümmel. Das Paar hatte zwei Söhne und drei Töchter. Friedrichs Bruder Hans Krug von Nidda (1857–1922) war sächsischer Offizier, zuletzt General der Kavallerie und Kommandierender General des XII. Armeekorps im Ersten Weltkrieg.
Ein Familienverband besteht gemäß der Geschlechtsordnungen vom 16. September 1890, 13. Juli 1892 und 18. März 1912.

### Besitzungen
1748 waren Angehörige der Familie zu Döllnitz im Saalkreis und zu Gatterstädt bei Querfurt besitzlich. 1801 waren Volkstedt im Mansfelder Seekreis, sowie die Güter Parey, Rhäsen und Güttern im Landkreis Jerichow II im Besitz bzw. Teilbesitz der Familie, letztere bis 1854. In Ostpreußen gehörte den Krug von Nidda im Landkreis Mohrungen Güter in Altstadt, Münsterberg, Pachollen und Göckelwitz.
Linna Krug von Nidda, geborene Freiin von Falkenstein, Ehefrau des Carl Krug von Nidda (1820–1880), war Fideikommisherrin auf Schloss Frohburg und Kleineschefeld, danach ihr Sohn Friedrich Krug von Nidda und von Falkenstein (1860–1934). In Niederschlesien gehörte noch das Gutshaus Gersdorf bei Reichenbach, zum Schluss verpachtet und im Eigentum einer Erbengemeinschaft unter Leitung des Vollstreckers Oberregierungsrat Carl Ludwig Krug von Nidda mit Sitz in Berlin, bis 1945 der Familie.
2010 erwarb Bodo Krug von Nidda das Gutshaus Roskow in Brandenburg.

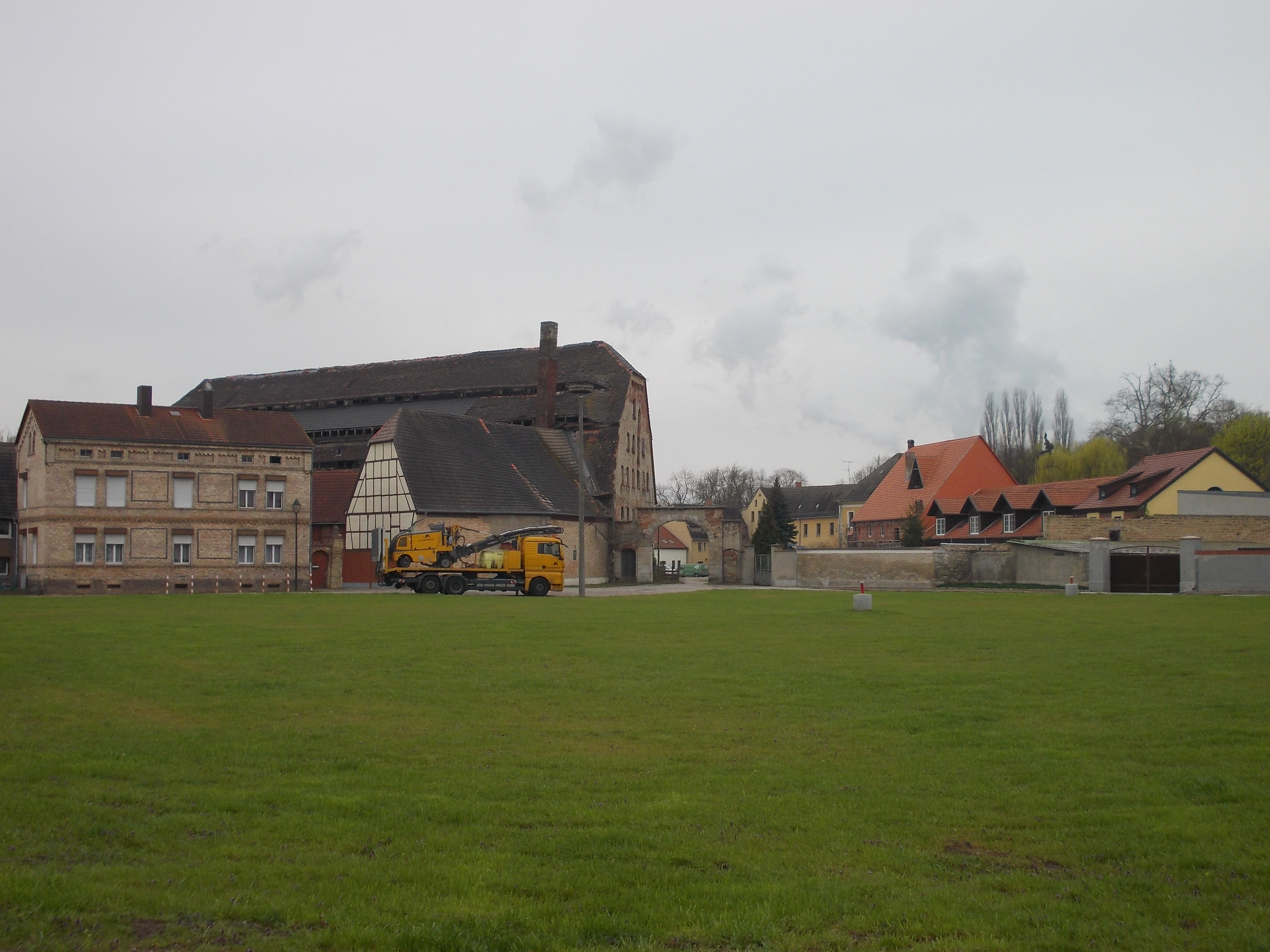
Gut Döllnitz
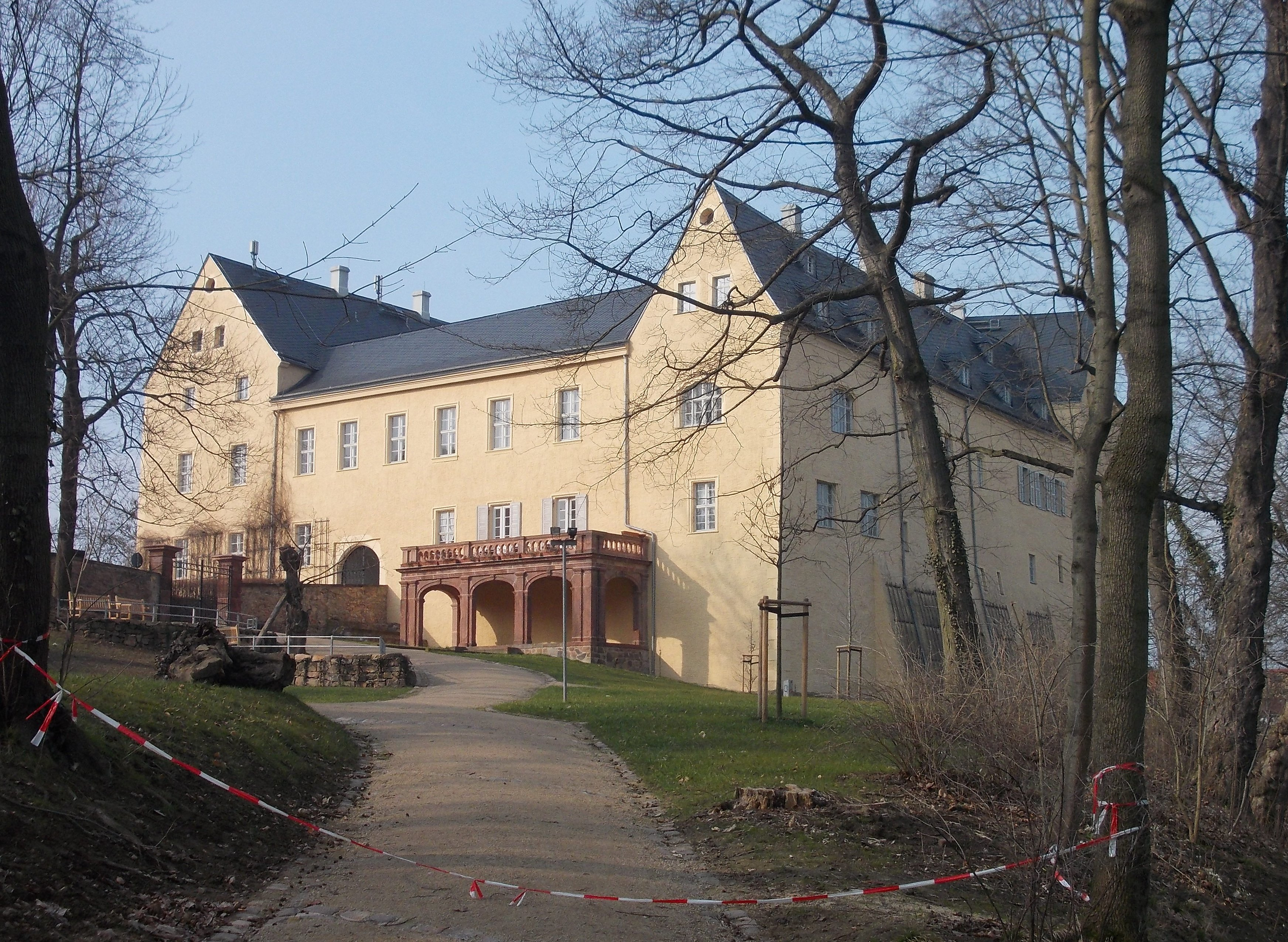
Schloss Frohburg
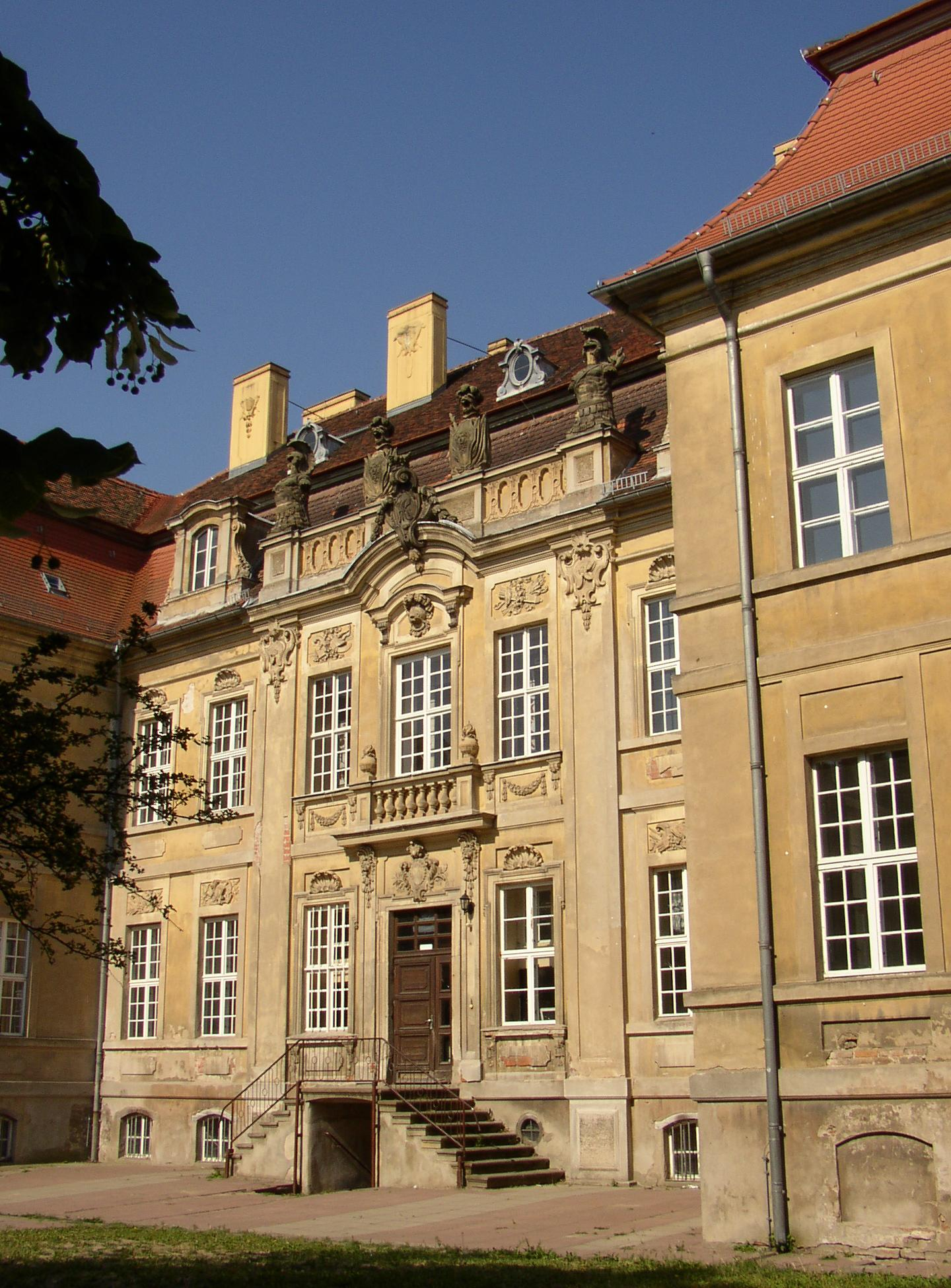
Gutshaus Roskow

## Wappen

### Wappen von 1648, 1703, 1890 und 1912
Das Wappen zeigt in Gold ein mit einem bauchigen, henkellosen, erzfarbenen Krug belegten, silbergerippten, blauen Stern. Auf dem Helm mit schwarz-goldenen Decken ein offener, rechts golden, links mit zwei Sternen belegter schwarzer Flug.

### Wappen von 1924

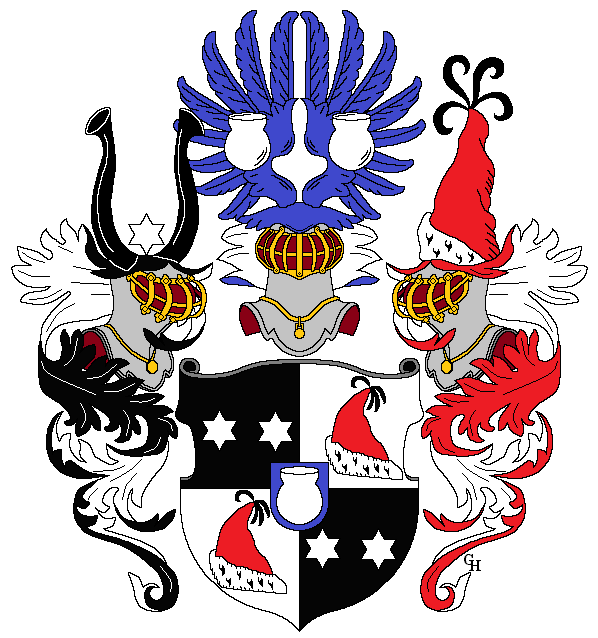
Wappen von 1924

Das Wappen ist geviert und belegt mit einem blauen Mittelschild, darin ein silberner Krug. 1 und 4 in Schwarz zwei silberne Sterne nebeneinander, 2 und 3 in Silber ein hermelingestulpter roter Spitzhut (ähnlich den von Falkenstein), der mit vier schwarzen Hahnenfedern bestückt ist. Das Wappen hat drei Helme, auf dem rechten mit schwarz-silbernen Decken ein silberner Stern zwischen zwei schwarzen Büffelhörnern, auf dem mittleren mit blau-silbernen Decken ein beiderseits mit dem silbernen Krug belegter offener blauer Flug. Auf dem linken Helm mit rot-silbernen Helmdecken der Spitzhut.

### Wappengeschichte
Das Wappen erscheint auf Abdrücken von Petschaften, aber in verschiedenen Varianten. So zeigen einige Abdrücke den Stern mit einer Kanne oder mit einem Kelch, der manchmal mit einem Kreuz bezeichnet ist. Die Sterne auf dem linken Flügel erscheinen in verschiedenen Anordnungen.
Nach Kneschkes Wappen der deutschen freiherrlichen und adeligen Familien (1859) zeigt das Wappen in einem goldenen Schild einen sechsstrahligen, rechts von Silber und Blau, links von Silber und Schwarz, in den Strahlen der Länge nach mit gewechselten Farben geteilten Stern, der mit einem rechtsgekehrten, silbernen Krug belegt ist. Auf dem Schild steht ein gekrönter Helm, der einen offenen Adlerflug trägt, dessen rechter Flügel golden, der linke schwarz und mit zwei nebeneinander stehenden, sechsstrahligen goldenen Sternen belegt ist. Die Helmdecken sind schwarz-golden.
Nach dem Neuen Preußischen Adelslexicon (1839) steht im Stern ein silbernes Kreuz. Im Dresdener Calender (1849) erscheint in der Mitte des Sterns ein mit einem silbernen Kreuz belegter goldener Kelch. Das Wappenbuch der Sächsischen Staaten II. teilt den mit einem Krug belegten Stern von dem oberen Strahl angefangen in Silber und Blau.

## Bekannte Familienmitglieder
- Theodor Christoph Krug von Nidda (1653–1719), Mediziner
- Friedrich Wilhelm Krug von Nidda (1704–1765), preußischer Kammergerichtsrat und Unternehmer
- Christian Ludwig Krug von Nidda (1774–1851), preußischer Landrat
- Friedrich Albert Franz Krug von Nidda (1776–1843), deutscher Schriftsteller
- Otto Ludwig Krug von Nidda (1810–1885), preußischer Beamter, Bergrat und Reichstagsabgeordneter
- Thassilo Krug von Nidda (1814–1871), preußischer Generalmajor
- Karl von Krug zu Nidda (1819–1866), großherzoglicher-hessischer Obergerichtsrat und Universitätsrichter der Gießener Universität[10]
- Carl Krug von Nidda (1820–1880), sächsischer Generalleutnant
- Louis Krug von Nidda (1821–1902), preußischer Offizier und Reichstagsabgeordneter
- Gustav Krug von Nidda (1836–1918), großherzoglich-hessischer Staatsrat und stellvertretender Bevollmächtigter beim Bundesrat
- Hans Krug von Nidda (1857–1922), sächsischer General der Kavallerie
- Friedrich Krug von Nidda und von Falkenstein (1860–1934), deutscher Jurist, Verwaltungsbeamter und Politiker (DNVP)
- Carl Ludwig Krug von Nidda (1885–1976), deutscher Jurist
- Roland Krug von Nidda (1895–1968), deutscher Schriftsteller und Diplomat; Bruder des Vorgenannten